# 2007-es magyar tekebajnokság
A 2007-es magyar tekebajnokság a hatvankilencedik magyar bajnokság volt. A bajnokságot május 12. és 13. között rendezték meg, a férfiakét Zalaegerszegen, a nőkét Szegeden.

## Eredmények
| Versenyszám            | Arany                                    | Arany | Ezüst                                                    | Ezüst | Bronz                                             | Bronz |
| ---------------------- | ---------------------------------------- | ----- | -------------------------------------------------------- | ----- | ------------------------------------------------- | ----- |
| Férfi napi egyéni      | Fodor Szilárd Köszolg SC                 | 624   | Kovács Gábor Szegedi TE                                  | 612   | Farkas Sándor Zalaegerszegi TK                    | 606   |
| Férfi páros            | Kakuk Levente, Kiss Norbert Szegedi TE   | 1208  | Mészáros József, Kovács Péter BKV Előre, Ferencvárosi TC | 1204  | Farkas Sándor, Fehér László Zalaegerszegi TK      | 1201  |
| Férfi összetett egyéni | Németh Csongor Zalaegerszegi TK          | 1214  | Fodor Szilárd Köszolg SC                                 | 1213  | Kovács Gábor Szegedi TE                           | 1208  |
| Női napi egyéni        | Drajkó Gabriella BKV Előre               | 556   | Rubinszki Rita Pécsi TSE                                 | 551   | Takács Anita BKV Előre                            | 549   |
| Női páros              | Drajkó Gabriella, Takács Anita BKV Előre | 1118  | Méhész Anita, Kiss Melinda Ferencvárosi TC               | 1096  | Kovács Dóra, Simonffy Tímea Zalaegerszegi TE-ZÁÉV | 1086  |
| Női összetett egyéni   | Drajkó Gabriella BKV Előre               | 1141  | Méhész Anita Ferencvárosi TC                             | 1110  | Fodor Annamária BKV Előre                         | 1096  |